# Oliver Saint John
Oliver Saint John (1598 – Augusta, 31 dicembre 1673) è stato un politico britannico.
Nel 1638 difese John Hampden che si rifiutava di pagare l'imposta navale e nel 1641 fu nominato Solicitor general da Carlo I d'Inghilterra per poi essere sbrigativamente liquidato nel 1643.
Imparentatosi con Oliver Cromwell, dopo la decapitazione di re Carlo I fu inviato nei Paesi Bassi e poi in Scozia (1651). Si autoesiliò nel 1662.